# Fouad Ahidar
Fouad Ahidar, né à Malines le 13 octobre 1973, est un homme politique belge. Il est député bruxellois et ex-socialiste flamand. Très populaire au sein de la communauté marocaine, il cible la communauté arabo-musulmane, notamment néerlandophone.

## Carrière politique et prises de position
Au début des années 2000, il rejoint le cabinet du ministre de la culture et de la jeunesse Bert Anciaux. Il passe trois années[Quand ?] au sein de son cabinet, où il est chargé des dossiers de coopération au développement, de l'économie sociale et solidaire et du culte musulman.
Depuis 2004, Fouad Ahidar est député bruxellois.
Depuis 2006, il est conseiller communal à Jette. 
De 2014 à 2019, il est vice-président du Parlement bruxellois. En 2022, il est exclu du bureau de Vooruit pour avoir voté contre l'obligation d'étourdissement des animaux avant abattage, à contre-courant de la consigne de son parti.
Resté indépendant entre 2022 et 2024, il fonde son propre parti en 2024, Team Fouad Ahidar.
Il crée la surprise lors des élections de juin 2024 grâce à une campagne communautariste que, notamment, le journaliste Adrien de Marneffe qualifie de « campagne communautaire très efficace sur le thème de l’abattage rituel, de l'autorisation du voile dans l'administration et du conflit à Gaza, mais aussi sur le logement et le pouvoir d'achat ». Il séduit les électeurs musulmans, qu’il cible clairement, selon ce même journaliste. La liste de Fouad Ahidar passe près d'obtenir un siège à la Chambre. Les trois sièges, mathématiquement difficilement contournables, obtenus par la liste Fouad Ahidar à la Région bruxelloise, alors que l'ex-socialiste est visé par une plainte pour antisémitisme et a mené l’essentiel de sa campagne sur des thèmes communautaires et religieux, risquent de provoquer un blocage ou des négociations interminables. Selon Guy Vanhengel, « le programme du parti de Fouad Ahidar est très axé sur la charia ». Pour le président du MR Georges-Louis Bouchez, il est hors de question de composer une majorité à Bruxelles avec le parti de Fouad Ahidar. Le chef de file des libéraux flamands a également exclu toute alliance avec Fouad Ahidar, comme aussi la NVA qui a exclu formellement tout gouvernement avec les élus de la Team Ahidar.
Lors des élections communales de 2024, la Team Fouad Ahidar effectue une percée en région bruxelloise et obtient des sièges dans cinq communes : 7 à Molenbeek-Saint-Jean et Anderlecht, 5 à Jette et 4 à Schaerbeek et Bruxelles-ville. En dehors de Bruxelles, la liste n'obtient cependant pas le succès, avec un unique élu à Vilvorde.
Fin 2024, Nisrin Ahidar, fille de Fouad Ahidar, est désignée conseillère CPAS dans la commune bruxelloise de Jette.

## Prises de position et controverses
À la suite du meurtre d'un jeune bruxellois en mars 2006, il dit suspecter l'existence d'un racisme antiblanc émanant d’une minorité xénophobe au sein de la population d’origine maghrébine.
Fouad Ahidar compare l'attaque du Hamas contre Israël du 7 octobre 2023 « à une petite réponse qui a été donnée par une partie du Hamas aux actions d'Israël » suscitant la polémique jusque dans son propre camp et motivant l'opposition à demander sa démission de la présidence du conseil de la Commission communautaire flamande.
Fouad Ahidar est un ami du controversé Mohamed Toujgani, longtemps imam principal de la mosquée al Khalil, fondée à Molenbeek par la confrérie des Frères musulmans. Fouad Ahidar est influencé par la matrice idéologique du frérisme.

## Décoration
- Officier de l'ordre de Léopold (Par arrêté royal du 1er septembre 2024, paru au Moniteur belge du 13 décembre 2024)[22].
  - chevalier par arrêté royal du 26 mai 2014[23].